# Konrad Sandhoff
Konrad Sandhoff (* 11. August 1939 in Berlin) ist ein deutscher Biochemiker und Hochschullehrer. Er lehrte zuletzt an der Universität Bonn.

## Leben und Werdegang
Konrad Sandhoff wurde als Sohn von Hildegard Sandhoff, geborene Hempel, und des promovierten Chemikers H. Sandhoff in Berlin geboren. 1958 erwarb er in München das Abitur und studierte danach im selben Jahr beginnend an der Ludwig-Maximilians-Universität in München Chemie. Das Studium schloss er 1964 mit dem Diplom ab. 1965 wurde er in München zum Dr. rer. nat. promoviert. Im gleichen Jahr heiratete er Karin Lankau. Aus der Ehe gingen die Kinder Thekla, Roger und Volker Sandhoff hervor. Von 1965 bis 1972 und 1974 bis 1979 arbeitete (bis 1972 als Assistent der Neurochemischen Abteilung unter Jatzkewicz) am Max-Planck-Institut für Psychiatrie in München. Er hatte von 1972 bis 1976 Forschungsaufenthalte an der Johns Hopkins University in Baltimore und am Weizmann-Institut in Israel. 1972 habilitierte er sich in Biochemie und begann seine Lehrtätigkeit als Privatdozent an der Fakultät für Chemie und Pharmaie der Universität München. Der in Alfter-Impekoven lebende Sandhoff wurde 1979 außerplanmäßiger Professor für Biochemie an der Universität München und war von 1979 bis zu seiner Emeritierung 2007 ordentlicher Professor für Biochemie am Kekulé-Institut für Organische Chemie und Biochemie der Universität Bonn, wo er seitdem als senior Professor ein Forschungslabor leitet.
Von 1992 bis 1994 war er Dekan und von 1994 bis 1996 Prodekan der Mathematisch Naturwissenschaftlichen Fakultät der Rheinischen Friedrich-Wilhelms Universität Bonn. Von 1991 bis 2002 war er Sprecher des SFB 284 „Glykokonjugate und Kontaktstrukturen der Zelloberfläche“ und von 1992 bis 2000 gewählter Fachgutachter für Biochemie der Deutschen Forschungsgemeinschaft. Sandhoff ist seit 1992 Honorary Member of the American Society for Biochemistry and Molecular Biology. Er war Präsident und Vizepräsident der GBM (1997–2001) und der GDNÄ (2003–2008) und Berichterstatter für die erweiterte Evaluation des Forschungsfeldes 4 der Biologisch-Medizinischen Sektion der Max-Planck-Gesellschaft (2000–2001). Er ist Mitglied der NRW Akademie seit 1994, der nationalen Akademie Leopoldina seit 1999 und von EMBO seit 2000. 2005 bis 2006 war er Vorsitzender der Gesellschaft Deutscher Naturforscher und Ärzte. Er war und ist Mitglied verschiedener Advisory Boards, u. a. im Kuratorium des Heinrich-Wieland Preises (Vorsitzender 2007–2011), im Scientific Advisory Board der Ara-Parseghian Medical Research Foundation (seit 2002), in der Auswahlkommission für Selbständige Nachwuchsgruppen der Max-Planck-Gesellschaft (2006–2008), im Stiftungsrat der Bayer-Studienstiftung (seit 2007) und im Fachbeirat des Max-Planck-Instituts für Molekulare Zellbiologie und Genetik, Dresden (seit 2014). Außerdem war er Mitglied in einer Reihe von Editorial Boards von Fachzeitschriften, u. a. Journal of Neurochemistry, Journal of Biological Chemistry, Angewandte Chemie, Biochimica et Biophysica Acta, Archives of Biochemistry and Biophysics und Biological Chemistry.

## Arbeitsgebiete
Sandhoff arbeitet im Wesentlichen auf dem Gebiet des zellulären Metabolismus. Er erforscht die Glycosphingolipide, ihren Stoffwechsel, die entsprechende Zellbiologie und Enzymologie an den Phasengrenzflächen. Die Endozytose und der lysosomale Abbau von Lipiden und Membranen sind weitere Arbeitsgebiete von Sandhoff. Die molekulare Analyse von Erbkrankheiten führte ihn 1968 zur Erstbeschreibung der später nach ihm benannten seltenen lysosomalen Speicherkrankheit Morbus Sandhoff. In seinem Labor wurden die molekularen Ursachen von weiteren lysosomalen Speicherkrankheiten aufgeklärt.

## Auszeichnungen und Ehrungen (Auswahl)
- 1973 Shield of the Medical Faculty der Universität Tokio (Wappen der Tokioter Medizinischen Gesellschaft und der Medizinischen Fakultät der Universität Tokio)
- 1975 Mitgliedschaft der Medical Advisory Board National Tay-Sachs and Allied Diseases Association (New York)
- 1976 Carl-Duisberg-Gedächtnispreis der Gesellschaft Deutscher Chemiker
- 1977 Mitgliedschaft des Editorial Board Journal of Neurochemistry
- 1979 Heinrich-Wieland-Preis
- 1988 Tadashi Award des Brain Research Institut der Universität Niigata
- 1992 Richard-Kuhn-Medaille
- 1998 Zülch-Preis
- 1999 Max-Planck-Forschungspreis
- 2001 Gregor-Mendel-Medaille[3]
- 2004 Robert Pfleger-Forschungspreis
- 2005 Burckardt-Helferich-Preis für Bioorganische Chemie
- 2005 International Glycoconjugate Organisation Award
- 2006 Otto-Warburg-Medaille[4]
- 2008 European Lipid Science Award

Seit 2008 hielt er 15 Namensvorlesungen und Eröffnungsvorträge auf internationalen Kongressen.

## Veröffentlichungen
Konrad Sandhoff ist an über 480 Publikationen in verschiedenen Fachzeitschriften Autor beziehungsweise Mitautor.
Eine kleine Auswahl:
- Anheuser, B. Breiden, G. Schwarzmann und K. Sandhoff: Membrane lipids regulate ganglioside GM2 catabolism and GM2 activator protein activity. In: Journal of Lipid Research 56, 2015, S. 1747–1761.
- G. Schwarzmann, B. Breiden und K. Sandhoff: Membrane-spanning lipids for an uncompromised monitoring of membrane fusion and intermembrane lipid transfer. In: Journal of Lipid Research 56, 2015, S. 1861–1879.
- V. O. Oninla, B. Breiden, J. O. Babalola und K. Sandhoff: Acid sphingomyelinase activity is regulated by membrane lipids and facilitates cholesterol transfer by NPC2. In: Journal of Lipid Research 55, 2014, S. 2606–2619.
- K. Sandhoff und K. Harzer: Gangliosides and gangliosidoses. Principles of molecular and metabolic pathogenesis. In: Journal of Neuroscience 33, 2013, S. 10195–208.
- K. Sandhoff: My journey into the world of sphingolipidoses. In: Proceedings of the Japan Academy. Series B, Physical and Biological Sciences 88, 2012, S. 554–82.
- T. Kolter und K. Sandhoff: Principles of Lysosomal Membrane Digestion – Stimulation of Sphingolipid Degradation by Sphingolipid Activator Proteins and Anionic Lysosomal Lipids In: Annual Review of Cell and Developmental Biology 21, 2005, S. 81–103.
- T. Doering, WM Holleran, A. Potratz, G. Vielhaber, PM Elias, K. Suzuki und K. Sandhoff K: Sphingolipid Activator Proteins Are Required for Epidermal Permeability Barrier Formation. In: Journal of Biological Chemistry 274, 1999, S. 11038–45.
- T. Kolter und K. Sandhoff: Inhibitors of glycosphingolipid biosynthesis. In: Chemical Society Reviews 25, 1996, S. 371–381.
- K. Sandhoff und T. Kolter: Topology of glycosphingolipid degradation. In: Trends in Cell Biology 6, 1995, S. 98–103.